# Pávaszemes fácán

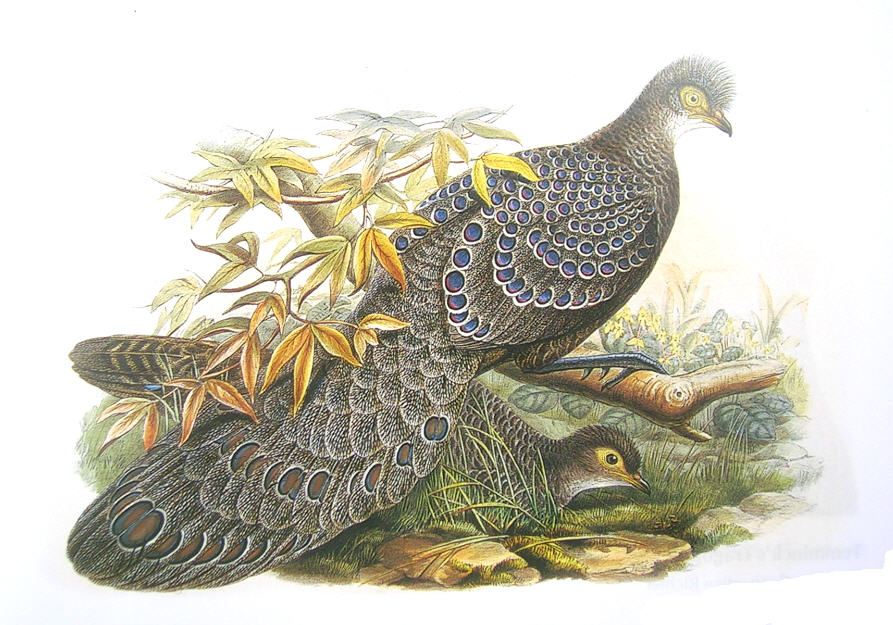
Egy régi ábrázolás a fajról

A pávaszemes fácán vagy szürke pávafácán (Polyplectron bicalcaratum) a madarak osztályának tyúkalakúak (Galliformes) rendjébe és a fácánfélék (Phasianidae) családjába tartozó faj.
Mianmar (régi nevén Burma) nemzeti madara.

## Elterjedése, élőhelye
India, Mianmar, Laosz, Thaiföld, Vietnám és Kína délnyugati részén honos.Csapadékos, erdőkkel borított síkságok és hegyek lakója. 1800 méter magasan is észlelték.

## Alfajai
- közönséges pávaszemes fácán (Polyplectron bicalcaratum bicalcaratum) (Linnaeus, 1758)
- hajnani pávaszemes fácán (Polyplectron bicalcaratum katsumatae) (Rothschild, 1906) – Hajnan
- ginghi pávaszemes fácán (Polyplectron bicalcaratum ghigii) (Delacour & Jabouille, 1924)
- Lowe pávaszemes fácán (Polyplectron bicalcaratum bailyi) (Lowe, 1925) – Himalája keleti hegyvonulata és Asszám nyugati része
- északi pávaszemes fácán (Polyplectron bicalcaratum bakeri) (Lowe, 1925) – Kína délnyugati része

## Megjelenése
Testhossza 55-75 centiméter, a hím testtömege 560-910 gramm, a tojóé 450 gramm. Tollazatán jellegzetes pávaszem mintájú foltokat visel, a kakasok ibolyaszínűeket, a tojók fekete, fehéreket.
|  |

## Életmódja
Erős kaparólábával növényi részeket és rovarokat keresgél a talajon.

## Szaporodása

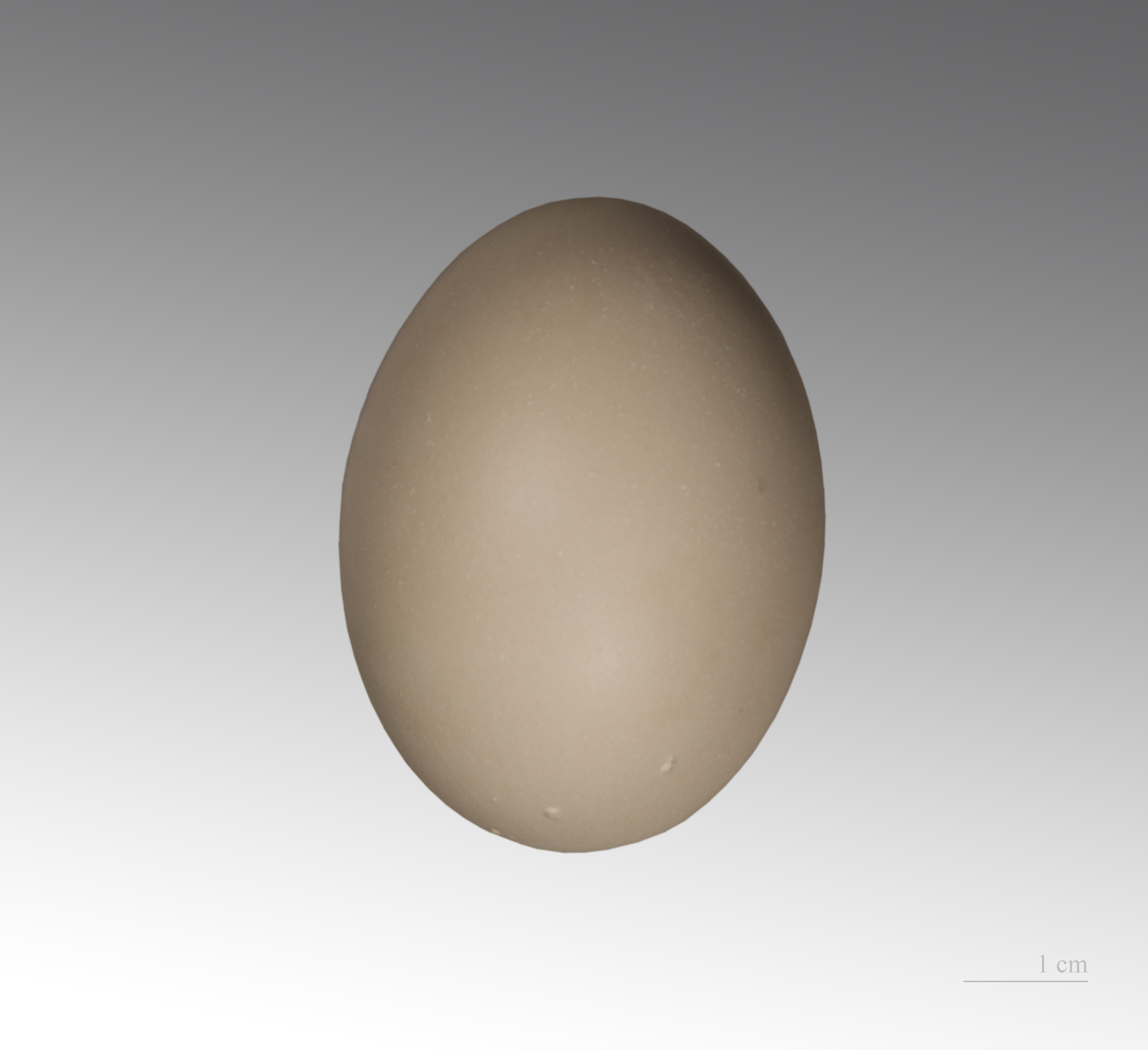
Polyplectron bicalcaratum

Az udvarló kakas legyezőszerűen szétterített szárnnyal és farokkal udvarol a tojónak, a sikeres nász után, a talajra egy mélyedést fűvel kibélelve készítik el fészküket.

## Külső hivatkozások
- Képek az interneten a fajról
- Videó a fajról